# POLPAK
POLPAK (Polish Packet) – sieć pakietowa, zbudowana przez Telekomunikację Polską S.A., udostępniona użytkownikom w 1992 roku. POLPAK, w odróżnieniu od usługi POLPAK-T, działał na bazie protokołu X.25 i wykorzystywany był przede wszystkim do połączeń terminalowych, transmisji danych telemetrycznych i poczty elektronicznej w standardzie X.400. Łącza udostępniane w ramach sieci POLPAK miały przepływności od 64 kbit/s (najczęściej) do 2 Mbit/s (rzadko). Sieć w dalszym ciągu działa, jednak informacje o usłudze zostały usunięte ze strony domowej TP SA.
Użytkownik sieci POLPAK jest połączony z siecią jednotorową linią telekomunikacyjną. Może ona być zestawiona na stałe – dla tzw. abonentów bezpośrednich. Ewentualnie linia jest zestawiana jedynie na czas transmisji danych – za pośrednictwem centrali telefonicznej. Wówczas mamy do czynienia z tzw. abonentem pośrednim, czyli z dostępem poprzez komutowaną sieć telefoniczną. Linia telekomunikacyjna łącząca lokalizację abonenta z danym węzłem sieci POLPAK jest na obu końcach wyposażona w modemy (lub konwertery). Obydwa modemy (lub konwertery) muszą mieć jednakowo ustawiony tryb i prędkość transmisji.
Komputer abonenta powinien umożliwiać jeden z dwóch trybów transmisji – synchroniczny lub asynchroniczny. Dla transmisji synchronicznej niezbędne jest wyposażenie komputerów w sprzęt komunikacyjny (sprzęt i oprogramowanie) pracujący według protokołu X.25 w przypadku abonenta bezpośredniego, a protokołu X.32 w przypadku abonenta korzystającego z komutowanej sieci telefonicznej. Dla transmisji asynchronicznej komputery należy wyposażyć w sprzęt komunikacyjny pracujący według protokołu X.28. Dla komputera typu PC jest to najczęściej program komunikacyjny, wykorzystujący jeden ze standardowych portów komunikacyjnych V.24 (COM1 lub COM2).
Sieć składa się z 53 węzłów i swoim zasięgiem obejmuje praktycznie cały kraj. Umożliwia również połączenie z około 140 państwami. Duża dostępność sieci POLPAK pozwala korzystać z niej każdemu użytkownikowi, który wymaga przesyłania danych bez konieczności utrzymywania stałego połączenia z siecią. Pozwala ona, gdy wystąpi taka potrzeba, wysyłać pliki np. z oddziałów do centrali firmy lub do klienta.
Sieć POLPAK charakteryzuje się:
- jednoczesną transmisją (nadawanie i odbieranie) danych pomiędzy różnymi abonentami pracującymi z różnymi prędkościami oraz według różnych protokołów
- zabezpieczeniem gwarantującym wierne przesyłanie informacji
- automatycznym dzieleniem na pakiety danych przeznaczonych do przesłania
- przesyłaniem od nadawcy do adresata poszczególnych pakietów oddzielnie, z zachowaniem ich kolejności
- zestawianiem połączeń w trybie kanałów komutowanych (SVC) lub w trybie kanałów stałych (PVC)
- możliwością modyfikacji parametrów transmisyjnych oddzielnie dla każdej "rozmowy" protokołu X.25
- pracą abonenta z prędkością od 9,6 kb/s do 2 Mb/s (w większości przypadków do 64 kb/s)
- automatycznym przełączaniem łączy wirtualnych
- możliwością pracy w zamkniętych grupach użytkowników (CUG)
- możliwością utworzenia prywatnych sieci wirtualnych (VPN)

Sieć POLPAK zbudowana została na bazie urządzeń systemu ALCATEL 1100 francuskiej firmy ALCATEL CIT. Jest w pełni kompatybilna z międzynarodowymi standardami CCITT: X.25, X.28, X.29, X.32, X.75, Frame Relay. Sieć dzieli dane (strumień informacji) na pakiety i przesyła je z maksymalną szybkością na porcie abonenckim do 2 Mb/s (zwykle od 9,6 kb/s do 64 kb/s). Funkcje sieciowe zapewniają przesyłanie danych drogami zastępczymi (w przypadku awarii drogi podstawowej). Zapewniają tym samym dużą bezawaryjność usługi. Jest to proces automatyczny, niezauważalny dla abonenta. Ponadto, wszystkie duże węzły sieci to węzły klasy Fault Tolerant, składające się z dwóch "połówek", które mogą zastępować się nawzajem, co zapewnia wysoką niezawodność sieci POLPAK. Dzięki niej można z każdego punktu, do którego dochodzi łącze telekomunikacyjne, wysyłać informacje do innego abonenta sieci POLPAK oraz do innych abonentów krajowych i zagranicznych sieci pakietowych X.25. 
Sieć POLPAK jest bardzo odporna na gorszej jakości łącza dostępowe, co jest niebagatelną zaletą w polskich warunkach
Opłaty za usługę transmisji danych, zależą od ilości przesłanej informacji i czasu transmisji, nie zależą natomiast od odległości. Inna taryfa stosowana jest jedynie dla połączeń za granicę. Sieć zapewnia wysoką jakość i dużą niezawodność transmisji